# Steinstraße (Lübeck)

Die Lage der Steinstraße, rot markiert auf einem Stadtplan von 1910

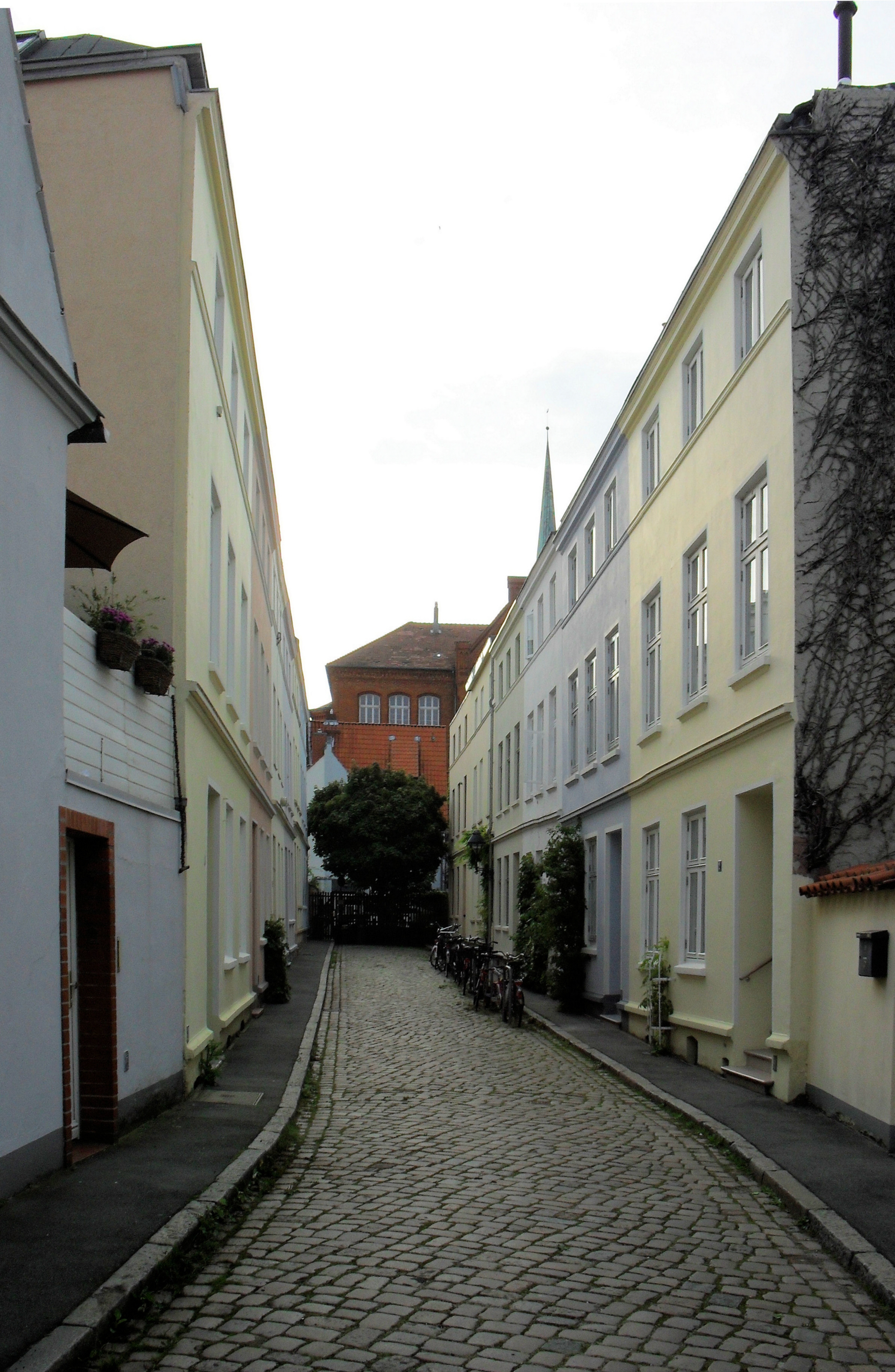
Steinstraße – Blick nach Westen

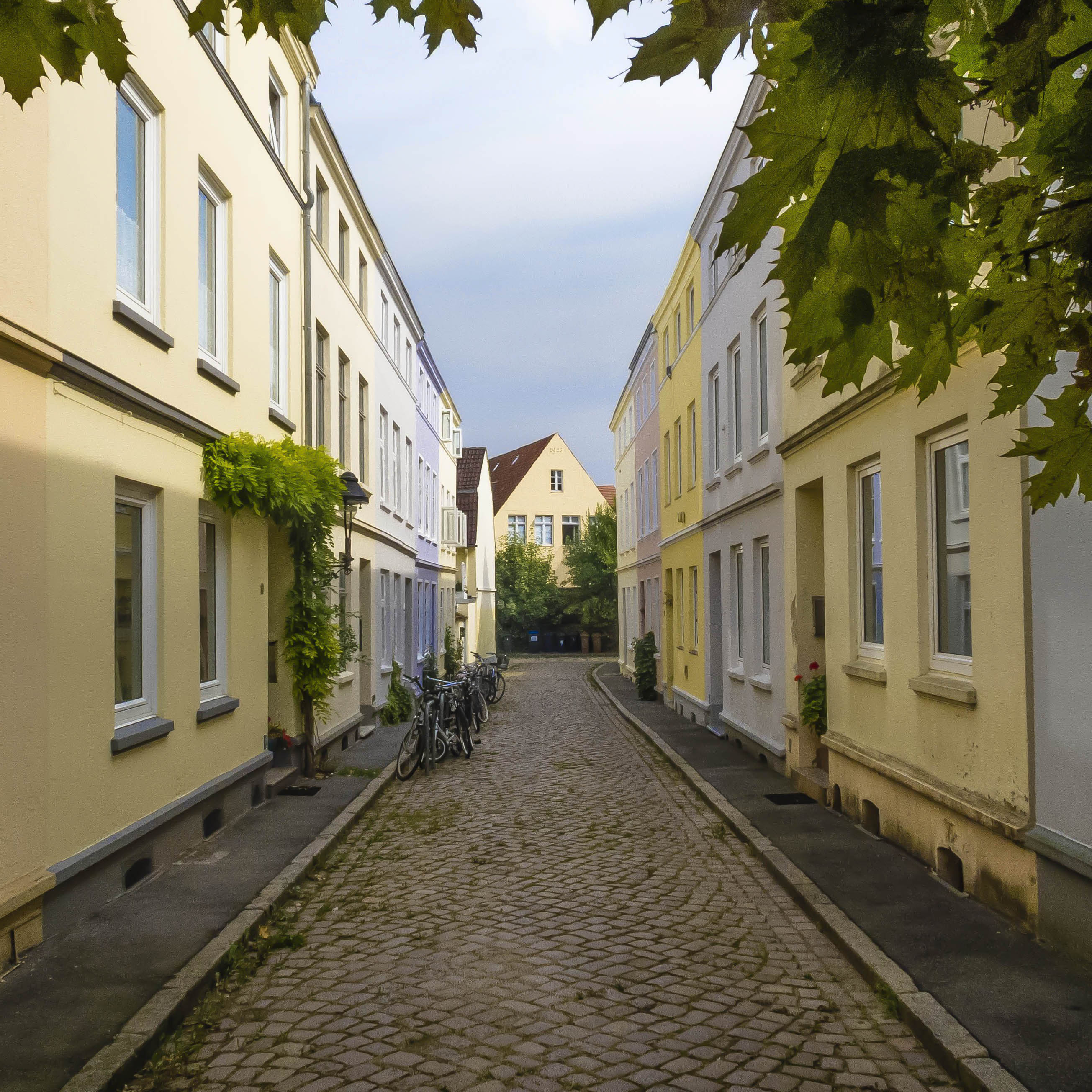
Steinstraße – Blick nach Osten

Die Steinstraße ist eine Straße der Lübecker Altstadt.

## Lage
Die etwa 50 Meter lange Steinstraße befindet sich im Nordosten der Altstadtinsel, im Jakobi Quartier. Sie zweigt ungefähr auf halbem Wege zwischen Weitem Lohberg und Großer Gröpelgrube von der Wakenitzmauer ab und dringt als stumpf endende Stichstraße bis ins Zentrum des Baublocks Nr. 9.

## Geschichte
Unter den Straßen der Lübecker Altstadt nimmt die Steinstraße eine Sonderstellung ein: Sie wurde erst 1891 angelegt und hatte keinerlei ältere Vorgänger. An der Stelle, an der die neue Straße in das Innere des von Wakenitzmauer, Weitem Lohberg, Großer Gröpelgrube und Langem Lohberg begrenzten Blocks gelegt wurde, hatte sich zuvor nicht einmal ein Gang oder Wohnhof befunden. Für die Anlage der Straße wurde das Haus Wakenitzmauer 100 abgerissen und die Nummerierung nicht angeglichen, so dass es bis heute keine Hausnummer 100 an der Wakenitzmauer gibt, sondern auf die Nummer 98 rechts der Steinstraßen-Einmündung gleich die Nummer 102 auf der linken Seite folgt. Der Straßenname ist vermutlich auf den Bauunternehmer J. F. E. Steinfass zurückzuführen.
Die Bebauung stammt aus der Zeit der Straßenanlage und besteht zu beiden Seiten aus schlichten, neoklassizistischen Wohnhäusern, errichtet nach einheitlichem Plan.